# Епархия Дедзы
Епархия Дедзы (лат. Dioecesis Dedzaënsis) — епархия Римско-Католической церкви с центром в городе Дедза, Малави. Епархия Дедзы входит в митрополию Лилонгве.

## История
29 апреля 1956 года Римский папа Пий XII издал буллу «Etsi cotidie», которой учредил апостольский викариат Дедзы, выделив его из апостольских викариатов Ликуни (сегодня — архиепархия Лилонгве) и Зомбы (сегодня — епархия Зомбы).
25 апреля 1959 года Римский папа Иоанн XXIII издал буллу «Cum christiana fides», которой преобразовал апостольский викариат Дедзы в епархию. Первоначально епархия Дедзы являлась суффраганной по отношению к архиепархии Блантайра.
9 февраля 2011 года епархия Дедзы вошла в состав церковной провинции Лилонгве.

## Ординарии епархии
- епископ Cornelius Chitsulo (9.11.1956 — 28.02.1984);
- епископ Gervazio Moses Chisendera (25.06.1984 — 7.09.2000);
- епископ Rémi Joseph Gustave Sainte-Marie, M.Afr.[1] (7.09.2000 — 18.02.2006), назначен епископом-коадъютором Лилонгве;
- епископ Emmanuele Kanyama (с 4 июля 2007 года).